# 阿里派因 (亞利桑那州)
阿里派因（英語：Aripine）是位於美國亞利桑那州納瓦霍縣的一個非建制地區。該地的面積和人口皆未知。

## 地理
阿里派因的座標為34°24′30″N 110°25′51″W / 34.40833°N 110.43083°W，而該地的平均海拔高度為1959米（即6427英尺）。